# Mariópolis
Mariópolis é um município brasileiro do estado do Paraná.

## História
O município de Mariópolis foi colonizado a partir da década de 1940, quando chegaram as primeiras famílias, na sua grande maioria de origem italiana, mas também poloneses e alemães, oriundas do Rio Grande do Sul e Santa Catarina. No início, o principal ramo de atividade era a extração da madeira. A vegetação nativa era composta predominantemente de pinheiro araucária, erva mate, cedro, peroba e outras. Devido à abundância desta matéria prima, instalaram-se no município, aproximadamente 29 serrarias. Com o passar dos anos e a escassez desta matéria prima devido ao corte excessivo da madeira e também pelo roubo das toras, passou-se a desenvolver outras atividades como a criação de gado e a agricultura.
Nesta época teve início o cultivo de grãos como feijão, milho e soja. Ano após ano a produção de grãos foi aumentando significativamente, fazendo com que o município ganhasse destaque na produção agrícola. Estas culturas são as principais fontes de renda do município até os dias atuais. Mas desde a chegada dos imigrantes catarinenses e gaúchos sempre houve uma outra cultura que foi trazida por eles, que foi a videira, cultura  que continua presente até os dias de hoje no município.
Através do cultivo da uva, seus produtores formaram a Cooperativa Vinícola São Francisco de Sales. Cooperativa esta responsável pela produção de diversas variedades de vinho. Os cooperados entregam sua produção total ou parcial de uva à vinícola que as beneficia.

## Geografia
Está localizado na região sudoeste do Paraná e no Sul do Brasil. Possui uma área de 230,365 km² e sua população, conforme estimativas do IBGE de 2018, era de 6 586 habitantes.
O município limita-se ao norte com Pato Branco, a leste com Clevelândia, ao sul com São Domingos (SC) e Galvão (SC) e ao oeste com Vitorino e Jupiá (SC). Está a 426 km da capital do Estado, Curitiba, e a 1.600 km de Brasília a Capital Federal. O relevo apresenta topografia de planalto, estando a cerca de 850 metros acima do nível do mar.

## Economia
O cultivo de parreiras também teve destaque e a partir deste, comercializavam-se o vinho e a uva in natura. O cultivo de parreiras vem crescendo gradativamente no município e já começa a ser destaque em toda região. Além disso os vitivinicultores formaram uma vinícola com ajuda do poder público municipal, onde são entregues as uvas para produção de seus derivados.

## Turismo
Na segunda quinzena de janeiro, mais precisamente no último final de semana, acontece todos os anos a tradicional "Festa da Uva", onde comercializa-se a uva e seus derivados, além de outros produtos tais como, melões, melancias, geleia de uva entre outros. Esta festa acontece juntamente com a Festa do Padroeiro São Francisco de Salles, onde são servidos os pratos típicos tais como ovelha enfarinhada, macarronada com galeto.
No segundo domingo de maio, acontece a festa da colheita e festa em honra às mães. Em junho, além de outras, acontece a  festa de São João, com danças típicas, e também a festa em honra a São Pedro. No mês de julho há a festa do município no dia 25, e também comemora-se o dia do colono e dia do motorista com bênção dos carros e máquinas agrícolas.